# Fotbalová asociace České republiky
Fotbalová asociace České republiky (FAČR) – ogólnokrajowy związek sportowy, działający na terenie Czech, posiadający osobowość prawną, będący jedynym prawnym reprezentantem czeskiej piłki nożnej (jedenastoosobowej, halowej, plażowej zarówno mężczyzn, jak i kobiet we wszystkich kategoriach wiekowych) w kraju i za granicą.
Związek został założony w 1901 jako Český svaz footballový (ČSF). W latach 1907–1908 należał w do FIFA, następnie do UIAFA i od roku 1923 ponownie do FIFA początkowo pod nazwą Československý svaz footballový (ČSSF), a następnie Československá associace footballová (ČSAF). W latach 1957–1968 używano innej nazwy – Československý svaz tělesné výchovy (ČSTV), z kolei od 1968 Československý fotbalový svaz (ČSFS). Po upadku komunizmu w demokratycznej republice federalnej przez dwa lata związek funkcjonował jako Československá fotbalová asociace (ČSFA). Po rozpadzie Czechosłowacji w 1993 zmienił nazwę na Českomoravský fotbalový svaz (ČMFS), wtedy też został zarejestrowany jako odrębny związek w UEFA. Obecną nazwę przyjęto w czerwcu 2011 roku.
Od sezonu 1993/1994 jest organizatorem rozgrywek ligi czeskiej szczebla centralnego (I. i II.) oraz niższych, na poziomie III. ligi: ČFL (czes. Česká fotbalová liga; dla drużyn z obszaru Czech właściwych – Bohemii) i MSFL (czes. Moravskoslezská fotbalová liga – dla drużyn z obszaru Moraw i Śląska Czeskiego), a także Pucharu Czech.
Związkowi podlega Reprezentacja Czech w piłce nożnej mężczyzn.

## Organizacja rozgrywek ligowych w Czechach
| Poziom 1 | I. liga                          | I. liga                     | I. liga                     | I. liga                              | I. liga                              |
|          | 16 klubów, 2 spadają             |                             |                             |                                      |                                      |
| Poziom 2 | II. liga                         | II. liga                    | II. liga                    | II. liga                             | II. liga                             |
|          | 16 klubów, 2 spadają, 2 awansują |                             |                             |                                      |                                      |
| Poziom 3 | Česká fotbalová liga (ČFL)       | Česká fotbalová liga (ČFL)  | Česká fotbalová liga (ČFL)  | Moravskoslezká fotbalová liga (MSFL) | Moravskoslezká fotbalová liga (MSFL) |
|          | 1 awansuje, 3 spadają            | 1 awansuje, 3 spadają       | 1 awansuje, 3 spadają       | 1 awansuje, 2 spadają                | 1 awansuje, 2 spadają                |
| Poziom 4 | Divize A                         | Divize B                    | Divize C                    | MSD Divize D                         | MSD Divize E                         |
|          | 1 awansuje, 2 lub 3 spadają      | 1 awansuje, 2 lub 3 spadają | 1 awansuje, 2 lub 3 spadają | 1 awansuje, 2 spadają                | 1 awansuje, 2 spadają                |